# Língua tangoa
Tangoa, ou Movono, é uma língua Oceânica falaa por cerca de 800 pessoas na Ilha Tangoa ao sul de Espírito Santo (ilha) em Vanuatu.

## Características
Tangoa é uma das poucas línguas da Vanuatu e até do mundo a ter uma grande quantidade de consoantes línguo-labiais.